# Палисса, Альфред
Альфред Палисса (нем. Alfred Palissa; 6 мая 1925, Кшижановице (Опольское воеводство), Опольское воеводство — 16 ноября 2023, Берлин) — немецкий учёный-энтомолог, почвенный зоолог, специалист по ногохвосткам (Collembola) профессор

## Биография
Родился 6 мая 1925 года в поселении Кройцхютте, округ Розенберг, Верхней Силезии (ныне Кшижановице (Опольское воеводство)), в семье Конрада П. Палисса. В 1933 году семья переехала в Грамшютц (округ Глогау), где отец торговал зерном, кормами для животных, топливом и строительными материалами.
После начальной школы, с 1936 года учился в муниципальной высшей школе для мальчиков в Глогау, где в 1943 году сдал выпускные экзамены и был вынужден пойти в солдаты на войну, которую он пережил, получив несколько, в том числе серьёзных, ранений (лечился до 1946 года).
В 1946 году переселился с семьёй в Тюрингию. Он сначала освоил профессию торговца.
С 1949 года начал изучать биологию в Йенском университете, а затем получил диплом по зоологии, ботанике и энтомологии в Университете Галле-ан-дер-Заале.
Работал ассистентом в Зоологическом институте Грайфсвальдского университета, где защитил диссертацию по биологии.
В 1961 году получил должность старшего ассистента с присвоением докторской степени в Университете имени Гумбольдта в Берлине.
Там он работал преподавателем кафедры биологии почв и заведующим кафедрой ветеринарной зоологии в Институте зоологии факультета сельского хозяйства и садоводства, а затем зоологом на биологическом факультете.
Его специализацией были преимущественно первичнобескрылые насекомые (Apterygota), особенно ногохвостки. Он изучал эти группы животных в первую очередь с прикладной экологической и таксономической точек зрения.
Он занимался вопросами народного образования и был членом правления «Общества по распространению научных знаний» Урания (Urania Verlag).
В ГДР и читал многочисленные лекции по проблемам окружающей среды, в том числе во время поездок в Советский Союз и Болгарию.
Даже после выхода на пенсию в 2000 году он сохранил связь с Институтом биологии.
В 2000—2008 годах был председателем берлинской районной группой изучения истории Силезии (Glogauer Heimatbund — GHB).
Альфред Палисса скончался 16 ноября 2023 года в Берлине.

## Вклад в науку
Описал новые виды коллембол:
- Hypogastrura ornata  Palissa, 1968[4]
- Hypogastrura zivadinovici  Palissa, 1968
- Balkanura jugoslawica  (Palissa et Zivadinovic, 1974)
- Protaphorura septempapillata  Palissa, 1986
- Neonaphorura ortali  Palissa, 2006
- Anurophorus septentrionalis  Palissa, 1966
- Proisotoma nova  Palissa, 1969
- Proisotoma judeana  Palissa, 2006
- Subisotoma pratensis  (Palissa et Zivadinovic, 1974)
- Tetracanthella bosnia  Palissa et Zivadinovic, 1974
- Tetracanthella intermedia  Palissa, 1968
- Tetracanthella specifica  Palissa, 1968
- Entomobrya miljevici  Palissa, 1968
- Pygmarrhopalites troglophilus  (Palissa, 2000)
- Prodrepanura pseudomusatica  Palissa, 2006
- Sminthurides dentospinalis  Palissa, 1961[5]

## Публикации
Автор многих статей и определителей, среди них:
- Palissa A. Bericht über das bodenzoologische Symposium in Berlin 1960 // Pedobiologia. Volume 1, January 1961, Page 75
- Palissa A. Die Tierwelt Mitteleuropas, Insekten, I. Teil: Apterygota. Leipzig: Quelle & Meyer, 1964. 407 p.
- Palissa A. Bodenzoologie in Wissenschaft, Naturhaushalt und Wirtschaft. Berlin: Akademie, 1964. 180 S. (Wissenschaftliche Taschenbücher Bd. 17)
- Palissa A. Collembola. Spectrum: 2000. 166 p. (Series : Süßwasserfauna von Mitteleuropa. Volume: 10) ISBN 9783827410313

## Память
В честь Альфреда Палиссы были названы новые виды коллембол:
- Acerentulus palissai  Nosek, 1967 — из семейства Acerentomidae
- Oligaphorura palissai  (Yosii, 1971) — из семейства Onychiuridae